# Ludwig Fischer (operasångare)
Ludwig Fischer, född 18 augusti 1745 i Mainz, död 10 juli 1825 i Berlin, var en tysk operasångare (bas). Han var far till Joseph Fischer.
Fischer debuterade i Mannheim 1767 och uppträdde med framgång i München (1778), Wien (1779), Paris (1783), Italien (1784), Berlin (1788–1815) och så vidare. Fischer skapade Osmin i Mozarts Enleveringen. Enligt Otto Jahn var han en artist av ovanlig begåvning i fråga om röstens omfång (D-a1), makt och skönhet. Han ägde jämväl en konstnärlig fulländning i både sång och spel samt var sannolikt den störste tyske bassångaren på sin tid. Han komponerade den kända bassången "I djupa källarvalvet".